# Kąkolewnica Wschodnia (gemeente)
De gemeente Kąkolewnica Wschodnia is een landgemeente in het Poolse woiwodschap Lublin, in powiat Radzyński.
De zetel van de gemeente is in Kąkolewnica Wschodnia.
Op 30 juni 2004 telde de gemeente 8529 inwoners.

## Oppervlakte gegevens
In 2002 bedroeg de totale oppervlakte van gemeente Kąkolewnica Wschodnia 147,71 km², waarvan:
- agrarisch gebied: 70%
- bossen: 24%

De gemeente beslaat 15,3% van de totale oppervlakte van de powiat.

## Demografie
Stand op 30 juni 2004:
| Omschrijving                   | Totaal | Totaal | Vrouwen | Vrouwen | Mannen | Mannen |
| ------------------------------ | ------ | ------ | ------- | ------- | ------ | ------ |
| eenheid                        | aantal | %      | aantal  | %       | aantal | %      |
| inwoners                       | 8529   | 100    | 4207    | 49,3    | 4322   | 50,7   |
| bevolkingsdichtheid (inw./km²) | 57,7   | 57,7   | 28,5    | 28,5    | 29,3   | 29,3   |

In 2002 bedroeg het gemiddelde inkomen per inwoner 1199,66 zł.

## Administratieve plaatsen (sołectwo)
Brzozowica Duża, Brzozowica Mała, Grabowiec, Jurki, Kąkolewnica Południowa, Kąkolewnica Północna, Kąkolewnica Wschodnia, Lipniaki, Miłolas, Mościska, Olszewnica, Polskowola, Rudnik, Sokule, Turów, Wygnanka, Zosinowo, Żakowola Poprzeczna, Żakowola Radzyńska, Żakowola Stara.

## Aangrenzende gemeenten
Drelów, Łuków, Międzyrzec Podlaski, Radzyń Podlaski, Trzebieszów, Ulan-Majorat